# Munku Sardîk

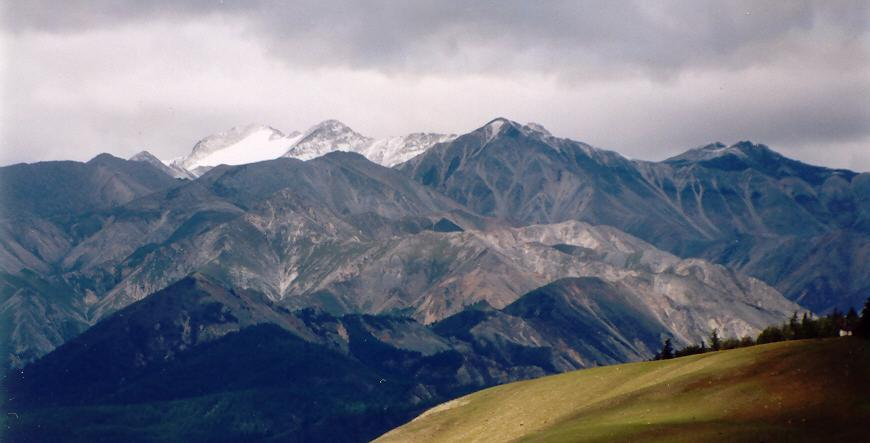
Munku Sardîk

Munku Sardyk (russ. Мунку-Сардык) este un lanț muntos ce atinge altitudinea de 3.492 m deasupra n.m., fiind cel mai înalt munte din masivul munților Saian situați în Munții Siberiei de Sud din Asia de Est. Vârful se află amplasat la granița dintre Rusia și Mongolia. El se află în partea de răsărit a munților Saian, respectiv la sud-vest de izvoarele lui Oka, Irkutsk care curge spre nord-est și se varsă în Angara. La sud de lanțul muntos se află lacul Chöwsgöl Nuur (Chubsugul) ce are o suprafață de 2.760 km².